# Tolino Shine 3
Der Tolino Shine 3 ist ein E-Book-Reader der Tolino-Allianz, der im Oktober 2018 auf der Frankfurter Buchmesse vorgestellt wurde.
Er ist das erste Gerät der Tolino-Serie ohne „Home Button“; stattdessen wird für die Rückkehr zum Hauptbildschirm eine Wischgeste verwendet. Damit ist der Ein-/Ausschalter der einzige Hardwareschalter des Geräts. Der Tolino Shine 3 ist baugleich mit dem Kobo Clara HD. Er beherrscht auch die „smartLight“ genannte Technik zur automatischen Anpassung der Farbtemperatur entsprechend der Tageszeit, mit der zuvor nur die teureren Geräte Tolino vision 4 HD und Tolino epos ausgestattet waren.
Zum Zeitpunkt der Produkteinführung war der Tolino Shine 3 als Mittelklassemodell oberhalb des Einstiegsmodells Tolino Page und unterhalb des Tolino vision 4 HD positioniert; im Vergleich zu letzterem fehlen dem Shine 3 der „Wasserschutz“ sowie „tap2flip“ (Umblättern durch Klopfen auf Rückwand des Geräts).
Als Nachfolger des Geräts wurde im Oktober 2022 der Tolino Shine 4 auf den Markt gebracht.

## Technische Daten
| Gewicht                   | 166 g                                                                          |
| Größe                     | 110,2 × 156,4 × 8,35 mm                                                        |
| Bildschirmdiagonale       | 15,24 cm (6,0″)                                                                |
| Bildschirmtechnik         | E Ink (E-Paper) „Carta HD Display“ mit kapazitivem Touchscreen und Beleuchtung |
| Auflösung                 | 1448×1072 Pixel, 300 dpi                                                       |
| Prozessor                 | ARMv7 rev 10 (Freescale i.MX6 SoloLite), 1000 MHz                              |
| Speicher                  | 8 GB interner Flash-Speicher, davon 6 GB nutzbar                               |
| Akku                      | 1500 mAh                                                                       |
| Konnektivität             | MicroUSB, WLAN (802.11 b/g/n)                                                  |
| unterstützte Dateiformate | EPUB (mit und ohne DRM), PDF (mit und ohne DRM), TXT                           |

Quellen für technische Daten: